# Proculus burmeisteri
Espèce
Proculus burmeisteri est une espèce d'insectes coléoptères de la famille des Passalidae.

## Répartition
Proculus burmeisteri se rencontre au Guatemala et au Honduras.[réf. nécessaire]

## Description
L'holotype de Proculus burmeisteri mesure 60 mm.

## Classification
Le nom valide complet (avec auteur) de ce taxon est Proculus burmeisteri Kuwert (d), 1891,.
Proculus burmeisteri a pour synonyme :
- Proculus mandibularis Casey, 1914

### Publication originale
- (de) A. Kuwert, « Systematische Uebersicht der Passaliden-Arten und Gattungen », Deutsche Entomologische Zeitschrift, Pensoft Publishers (d), vol. 35, no 1,‎ 1891, p. 161-192 (ISSN 1435-1951 et 1860-1324, OCLC 1909060532, lire en ligne).